# Custo Por Aquisição
O Custo por Aquisição, amplamente conhecido como CPA, é uma das sistemáticas de bonificação utilizadas nos Programas de Afiliados de um modo geral no marketing digital. 
Neste modelo, o Anunciante bonificará o Afiliado quando o(s) objetivo(s) da campanha for(em) atingido(s), como principalmente na finalização de vendas.
Dentro do Marketing Digital, este modelo de promoção é bastante comum na venda de infoprodutos, como cursos, ebooks etc. Entretanto, este mesmo modelo também é aplicável para a indicação de produtos físicos comercializados no ecommerce.
Existem sites especializados na intermediação entre Anunciantes e Afiliados, que são chamados de Redes de Afiliados. Neste caso, quando acontecem as vendas por parte dos afiliados(fato gerador do CPA), as Redes de Afiliados sinalizam ao respectivo anunciante/produtor, que bonificará a Rede de Afiliados e esta, por sua vez, repassará a comissão ao afiliado.